# Pagode de Pho Minh
 (signalé en juin 2025).
Si vous disposez d'ouvrages ou d'articles de référence ou si vous connaissez des sites web de qualité traitant du thème abordé ici, merci de compléter l'article en donnant les références utiles à sa vérifiabilité et en les liant à la section « Notes et références ».
- Archive Wikiwix
- Bing
- Cairn
- DuckDuckGo
- E. Universalis
- Gallica
- Google
- G. Books
- G. News
- G. Scholar
- Persée
- Qwant
- (zh) Baidu
- (ru) Yandex
- (wd) trouver des œuvres sur Wikidata

La pagode de Pho Minh (en vietnamien: chùa Phổ Minh 普明寺) est une pagode bouddhiste fameuse du Viêt Nam. Sa tour illustre le billet de banque de 100 dongs.
Elle se trouve au village de Tuc Mac à 5 kilomètres au nord de Nam Dinh, capitale de la province du même nom, au nord du pays dans le delta du fleuve Rouge.
Selon les chroniques, la pagode a été fondée en 1262 par la dynastie Tran. Cependant, selon les inscriptions sur la stèle, la cloche a été fondue sous la dynastie Ly au XIe siècle. La tour, dont les fondations datent de 1305 est haute de 17 mètres. Elle comporte quatorze étages de briques dans un style décoratif typique de l'Empire des Tran.